# 제39회 서울독립영화제
제39회 서울독립영화제는 2013년 11월 28일에 열린 시상식이다.

## 수상 및 후보

### 대상
- 수련 - 김이창 수상

### 최우수작품상
- 이름들 - 신이수 수상

### 심사위원상
- 밝은 미래 - 곽민승 수상
- 마이 플레이스 - 박문칠 수상

### 우수작품상
- 레드 툼 - 구자환 수상

### 열혈스태프상
- 한공주 - 홍재식 수상

### 독립스타상- 배우부문
- 셔틀콕 - 이주승 수상

### 새로운시선상
- 자기만의 방 - 유재욱 수상

### 독불장군상
- 막 - 이원우 수상

### 관객상
- 춘정 - 이미랑 수상
- 두물머리 - 서동일 수상

### 경쟁부문 - 단편
- 고려장 - 추현수
- 5/4 (사분의 오) - 이창호
- 9월이 지나면 - 고형동
- RRUN - 조남민
- Two gentlemen - 박재옥
- 거짓말 - 정성임
- 그림자 소녀 - 이준필
- 꽃피는 철길 - 김래원
- 꿈꿈 - 이해진
- 다리의 숲 - 수경
- 대신 울어드립니다 - 권봉근
- 드래프트 데이 - 김준표
- 리어카, 도둑 - 김민철
- 마포에서 서강까지 - 현조
- 매미 - 예그림
- 멜로영화 - 한창록
- 바람 - 박혜민
- 밤과 꿈 - 박송열
- 방과 후 - 김주일
- 방관자 - 박범수 외 1명
- 별주부 - 김석원
- 사려 깊은 밤 - 윤호준
- 사진측량 - 변재규
- 수업 - 박남원
- 수제앨범 - 공리혜
- 시 - 윤이나
- 시간의 소멸 - 김경만
- 시나리오 가이드 - 한준희
- 여름방학 - 손태겸
- 여보세요 - 사토 초희
- 예술수업 - 김혜경
- 옥상 탈출 - 조현진
- 왜 독립영화 감독들은 DVD를 주지 않는가? - 구교환
- 이 별에 필요한 - 김용완
- 이상한 나라의 김민수 - 심찬양
- 정모날 - 윤재상
- 집으로 - 전효정
- 콩나물 - 윤가은
- 하소연 - 이숙경
- 해외 직배송 박스 개봉기 - 국우종
- 허창열씨 오구굿 - 강지원

### 경쟁부문 - 장편
- 논픽션 다이어리 - 정윤석
- 산다 - 김미례
- 셔틀콕 - 이유빈
- 아이유정 - 이지상
- 한공주 - 이수진

### 새로운 선택
- 주님의 학교 - 전상진 수상
- 이상 - 손하예슬
- GALAPAGOS - 이달야
- 단편선 - 김은재
- 썩은 콩 - 이정원
- 아프지않아 - 김보영
- 작은방 - 정우성
- 나는 세계평화를 꿈꾼다 - 안영빈
- 프리즈마 - 임철민
- 탐욕의 제국 - 홍리경
- 다이너마이트맨 - 정혁원
- 울면서 달리기 - 오현민
- 10분 - 이용승

### 특별초청
- 세이프 - 문병곤
- 소년과 양 - 이형석
- 선 - 김수진
- 주희 - 허정
- 웃으세요 - 원풍연
- 빗소리 - 김진희
- MJ - 김희진
- 더도 말고 덜도 말고 - 임오정
- 농담 - 최시형
- 우리순이 - 김초희
- C’est si bon - 조영직
- 나쁜 연기 - 양경모
- 시마 - 채경훈
- 파키 - 섹 알마문
- 오징어 - 박유찬
- 보청기 - 김양희
- 두 개의 초록색 정물 - 김웅용
- 메이드 인 동대문 - 이두나
- SF 가는 길 - 임도연 외 1명
- 달이 기울면 - 정소영
- 나무의 시간 - 정다희
- 학교 가는 길 - 한지원
- 다마고치 심폐소생술 - 현정재
- 썬크림 - 유승조
- 가리봉 - 박기용
- 거미의 땅 - 김동령 외 1명
- 구럼비-바람이 분다 - 조성봉
- 만찬 - 김동현
- 망원동 인공위성 - 김형주
- 밀양전 - 박배일
- 불안 - 민환기
- 사냥 - 김영조
- 슬기로운 해법 - 대한민국 제 4의 권력에 대하여 - 태준식
- 안녕, 투이 - 김재한
- 어떤 시선 - 박정범 외 3명
- 村,금가이 - 강세진
- 파스카 - 안선경
- 현수이야기 - 임창재

### 해외초청
- 야마모리 클립공장 - 이케다 아키라
- 로치데일 최고의 작은 유곽 - 이안 버논
- 오스카 그랜트의 어떤 하루 - 라이언 쿠글러
- 할리마의 길 - 아르센 안톤 오스토이치
- 곡상녀 - 리타 후이
- 리모트 콘트롤 - 비암바 사키아
- 톤레삽강은 멈추지 않는다 - 칼리야니 맘
- 1945년의 시대정신 - 켄 로치
- 떠돌이 개 - 차이밍량
- 광기가 우리를 갈라놓을 때까지 - 왕빙